# Middleburg Heights
Middleburg Heights és una població dels Estats Units a l'estat d'Ohio. Segons el cens del 2000 tenia 15.542 habitants.

## Demografia
Segons el cens del 2000, Middleburg Heights tenia 15.542 habitants, 6.705 habitatges, i 4.257 famílies. La densitat de població era de 743,6 habitants/km².
Dels 6.705 habitatges en un 21,4% hi vivien nens de menys de 18 anys, en un 52% hi vivien parelles casades, en un 8,2% dones solteres, i en un 36,5% no eren unitats familiars. En el 31,8% dels habitatges hi vivien persones soles l'11,8% de les quals corresponia a persones de 65 anys o més que vivien soles. El nombre mitjà de persones vivint en cada habitatge era de 2,25 i el nombre mitjà de persones que vivien en cada família era de 2,84.
Per edats la població es repartia de la següent manera: un 17,7% tenia menys de 18 anys, un 7,3% entre 18 i 24, un 27,7% entre 25 i 44, un 25,7% de 45 a 60 i un 21,7% 65 anys o més.
L'edat mediana era de 43 anys. Per cada 100 dones de 18 o més anys hi havia 87,9 homes.
La renda mediana per habitatge era de 47.893 $ i la renda mediana per família de 60.015 $. Els homes tenien una renda mediana de 44.707 $ mentre que les dones 28.608 $. La renda per capita de la població era de 25.201 $. Aproximadament el 2% de les famílies i el 3% de la població estaven per davall del llindar de pobresa.

## Poblacions més properes
El següent diagrama mostra les poblacions més properes.